# Ronaldo Adriano
Ronaldo Adriano (Capinópolis, 7 de setembro de 1950 - Uberlândia, 21 de agosto de 2020) foi um cantor e compositor brasileiro. No ano de 1974, pela Tapecar, gravou seu primeiro disco, interpretando músicas de Lindomar Castilho e Cláudio de Barros, entre outros.

## Biografia
Ronaldo era natural de Capinópolis. Iniciou sua carreira na década de 70. Sendo compositor de várias músicas de sucessos. A sua primeira música de sucesso foi: “Pranto do Adeus”, sendo gravado pelo cantor José Carlos. No ano de 1974, gravou o seu primeiro LP, trazendo regravações de grandes cantores.
Foi compositor de outras grandes canções que fez o maior sucesso na época,  tal como: "Você é Doida Demais",  que foi gravado por Lindomar Castilho, "Se Tivé Muié Nóis Vai", gravada pela dupla sertaneja, Cezar & Paulinho.
Teve mais de 800 composições gravadas por grandes nomes da músicas sertaneja, sendo eles: Sérgio Reis, Teodoro e Sampaio, Leandro e Leonardo, Chitãozinho e Xororó, Rick e Renner, Milionário e José Rico, Trio Parada Dura e Reginaldo Rossi.
Em 2009, ganhou notoridade com a regravação da música "Luz da Minha Vida" do Trio Parada Dura com a participação de Rick Sollo.
Ronaldo morreu aos 70 anos no dia 21 de agosto de 2020, vítima de um infarto, após ter se curado do coronavírus. O corpo foi enterrado em Uberlândia.

## Discografia
- (2009) O porta-voz do romantismo
- (1986) Ronaldo Adriano
- (1984) Ronaldo Adriano
- (1983) Ronaldo Adriano
- (1981) Por amor
- (1980) Ronaldo Adriano
- (1979) Ronaldo Adriano
- (1978) Em nome do amor
- (1976) Ronaldo Adriano
- (1975) Ronaldo Adriano
- (1974) Ronaldo Adriano